# Robson Green
Robson Golightly Green (n. 18 de diciembre de 1964 en Hexham, Northumberland-) es un actor, cantante y compositor inglés.

## Biografía
Es hijo de Robson y Ann Green, tiene dos hermanas Dawn y Joanna. Su sobrino es el actor Daymon Britton.
Robson fue bautizado en la capilla Bethel, su nombre fue elegido según la tradición del noreste de Inglaterra: "Robson" es el apellido de soltera de su abuela y "Golightly" es el apellido de su abuela materna Cissie Golightly, hija del minero William Golightly.
Creció en Dudley, un pueblo minero pequeño ubicado en North Tyneside, en donde su padre trabajaba en minas de carbón. Después de haber sido inspirado por ver volar los jets, decidió unirse a la Royal Air Force ("RAF") y poco tiempo después de comenzar la escuela secundaria, se unió al Air Training Corps,
Al terminar la escuela a los 17 años decidió retirarse de la RAF y se unió al barco mercante de Swan Hunter como técnico, después de pasar dos años decidió dedicarse a la actuación. También probó suerte como boxeador profesional.
En julio de 1998 recibió un título honorario de la universidad de Northumbria.
Robson comenzó a salir con la terapeuta ocupacional Alison Ogilvie luego de conocerla durante las grabaciones de la serie "Casualty", la pareja se casó el 22 de junio de 1991, pero más tarde se divorciaron en 1999.
Robson conoció a la modelo Vanya Seager mientras grababa "Unchained Melody" en BMG Records, la pareja se casó en marzo del 2001 en Cliveden House en Berkshire luego de una celebración familiar en Mauricio y tuvieron su primer hijo Taylor Robson Green el 29 de abril de 2000. La pareja se separó el 30 de octubre de 2011 y finalmente se divorciaron en octubre del 2013.

## Carrera
En 1982 formó su primera banda llamada "Solid State". 
Pasó tiempo en el Backworth Drama Centre y participó en una serie de producciones tanto en su escuela como en Backworth.
Robson tomó clases bajo la tutela del director artístico Max Roberts, su antiguo director en Backworth. Durante sus estudios continuó su carrera musical, formando la exitosa banda local "The Workie Tickets". 
En 1988 ya había comenzado su carrera como actor profesional, formando parte del elenco de Shields Stories, una serie de historias cortas producidas por "Amber Films".
En 1989 Green tuvo su primer papel importante como actor cuando se unió al elenco de la cuarta temporada de la serie médica Casualty donde interpretó al portero Jimmy Powell, por tres temporadas hasta 1992. 
En 1991 se hizo famoso al interpretar al soldado David "Dave" Tucker desde la primera temporada de la serie dramática Soldier Soldier, papel en el que estuvo hasta la quinta temporada de la serie en 1995. En un episodio de la serie Green y el actor Jerome Flynn cantaron la canción "Unchained Melody" y cuando la cadena comenzó a recibir varias llamadas de personas que querían comprar la canción Simon Cowell los convenció para que lanzaran la canción como un sencillo un lado doble A con White Cliffs of Dover - el sencillo permaneció en el primer puesto por siete semanas del Chart del Reino Unido vendiendo más de 1,9 millones de copias, formando parte de la lista de los mejores sencillos vendidos del año y ganando el premio Music Week Award en 1996 en la categoría de "mejor sencillo y mejor álbum". Posteriormente el dúo conocido como Robson & Jerome tuvo dos sencillos más #1 y dos álbumes #1: todos homenajes de otras canciones.
En 1996 creó una compañía productora independiente llamada "Coastal Productions" con su socia Sandra Jobling, la cual da a los jóvenes del noreste de Inglaterra las posibilidades de desarrollarse en el mundo de la actuación, la compañía ha producido o coproducido varias series en las que Green ha trabajado entre ellas Northern Lights, City Lights y  Hereafter. La compañía también ha participado en producciones locales del Teatro Royal en Newcastle upon Tyne. 
En 1997 se unió al elenco de la miniserie Reckless donde interpretó a Owen Springer, Green volvió a interpretar a Owen en la película Reckless: The Movie un año después. Ese mismo año se unió a la serie Touching Evil donde dio vida al detective inspector Dave Creegan, un hombre que comienza a tener extrañas habilidades para sentir a los criminales luego de sufrir heridas en un tiroteo, hasta el final de la serie en 1999.
En 1998 interpretó a Joe Purvis, el hermano de Trevor Purvis (Stephen Tompkinson) en la serie Grafters.
En 2002 se unió al elenco principal de la serie de drama y suspenso Wire in the Blood donde interpretó al doctor Anthony "Tony" Valentine Hill, un psicólogo forense hasta el final de la serie en el 2008.
En 2005, Green protagonizó la miniserie Rocket Man donde dio vida a un viudo que trata de construir un cohete para enviar las cenizas de su esposa muerta al espacio.
En septiembre de 2006, quedó en el puesto #35 de la lista elegida por el público de las Mejores Estrellas de TV. 
En el 2011 apareció como invitado en la tercera temporada de la serie Being Human en donde interpretó a McNair, un hombre lobo.
En el 2013 se unió al elenco principal de la serie Strike Back: Shadow Warfare donde interpretó al teniente coronel Philip Locke, hasta el final de la temporada.
En el 2014 se unió al elenco principal de la serie Grantchester donde interpreta al detective inspector de la policía  Geordie Keating, hasta ahora.
En el 2015 volvió a interpretar a Philip Locke ahora durante la última temporada de la serie Strike Back: Legacy.

## Filmografía

### Series de televisión
| Año             | Título                      | Personaje                  | Notas                      |
| --------------- | --------------------------- | -------------------------- | -------------------------- |
| 2014 - presente | Grantchester                | Det. Insp. Geordie Keating | 12 episodios               |
| 2015            | Strike Back: Legacy         | Lt. Col. Philip Locke      | 10 episodios               |
| 2013            | Strike Back: Shadow Warfare | Lt. Col. Philip Locke      | 10 episodios               |
| 2012            | Mount Pleasant              | Chris                      | 7 episodios                |
| 2011            | Waterloo Road               | Rob Scotcher               | 10 episodios               |
| 2011            | Being Human                 | McNair                     | 4 episodios                |
| 2002 - 2008     | Wire in the Blood           | Dr. Tony Hill              | 31 episodios               |
| 2007            | Little Devil                | Will Crowe                 | episodio # 1.3 - miniserie |
| 2007            | City Lights                 | Colin                      | 6 episodios                |
| 2006            | Northern Lights             | Colin                      | 6 episodios                |
| 2005            | Rocket Man                  | George Stevenson           | 6 episodios                |
| 2004            | The Afternoon Play          | Oliver Barrett             | episodio "Venus and Mars"  |
| 2003            | Trust                       | Stephen Bradley            | 6 episodios                |
| 2001            | Take Me                     | Jack Chambers              | 6 episodios - miniserie    |
| 2000            | Close & True                | John Close                 | 6 episodios                |
| 1998 - 1999     | Grafters                    | Joe Purvis                 | 13 episodios               |
| 1997 - 1999     | Touching Evil               | D.I. Dave Creegan          | 16 episodios               |
| 1997            | Ain't Misbehavin'           | Eric Trapp                 | 3 episodios - miniserie    |
| 1997            | Reckless                    | Owen Springer              | 7 episodios - miniserie    |
| 1991 - 1995     | Soldier Soldier             | Dave Tucker                | 45 episodios               |
| 1995            | The Gambling Man            | Rory Connor                | 3 episodios - miniserie    |
| 1989 - 1992     | Casualty                    | Jimmy Powell               | 40 episodios               |

### Películas
| Año  | Título               | Personaje      | Notas                                                                                   |
| ---- | -------------------- | -------------- | --------------------------------------------------------------------------------------- |
| 2010 | Joe Maddison's War   | Harry Crawford | junto a Kevin Whately, John Woodvine, Trevor Fox, Niek Versteeg y Derek Jacobi          |
| 2008 | Clash of the Santas  | Colin          | junto a Nicola Stephenson, Mark Benton, Sian Reeves y Anthony Debaeck                   |
| 2005 | Beaten               | Michael        | junto a Roger Morlidge, Ken Bradshaw, Henry Miller y Drew Horsley                       |
| 2005 | Like Father Like Son | Dominic Milne  | junto a Georgia Moffett, Francesca Fowler, Florence Bell, Jemma Redgrave y Philip Davis |
| 2004 | Christmas Lights     | Colin          | junto a Nicola Stephenson, Mark Benton, Maxine Peake y Keith Clifford                   |
| 2003 | Unconditional Love   | Pete Gray      | junto a Sarah Parish, Peter Capaldi, Shaun Parkes y Anatol Yusef                        |
| 2002 | Me & Mrs. Jones      | Liam Marple    | junto a Keeley Hawes y Peter Firth                                                      |
| 2000 | Blind Ambition       | Richard Thomas | junto a Mark Womack y Imogen Stubbs                                                     |
| 2000 | The Last Musketeer   | Steve McTear   | junto a Rab Affleck, Shelley Conn y Holly Davidson                                      |
| 1999 | Rhinoceros           | Michael Flynn  | junto a Niamh Cusack, Joy Richardson y Sarah Beard                                      |
| 1997 | The Student Prince   | Barry Grimes   | junto a Rupert Penry-Jones, Peter Lovstrom y Tara Fitzgerald                            |
| 1997 | Reckless: The Movie  | Owen Springer  | junto a Francesca Annis, Julian Rhind-Tutt, David Bradley y Michael Kitchen             |
| 1989 | A Night on the Tyne  | Dudley         | junto a Bryan Pringle, Alun Armstrong, Leslie Schofield y Melanie Hill                  |

### Productor
| Año  | Título               | Notas                             |
| ---- | -------------------- | --------------------------------- |
| 2008 | Place of Execution   | 3 episodios - productor ejecutivo |
| 1993 | Come Snow, Come Blow | productor                         |

### Presentador y apariciones
| Año  | Título                             | Notas                                                      |
| ---- | ---------------------------------- | ---------------------------------------------------------- |
| 2014 | Robson Green: Extreme Fisherman    | presentador                                                |
| 2012 | Robson's Extreme Fishing Challenge | presentador                                                |
| 2011 | Perspectives                       | presentador - episodio "Robson Green: The Pitmen Painters" |
| 2011 | Daybreak                           | presentador                                                |
| 2008 | Extreme Fishing with Robson Green  | presentador - episodio "Spain and Portugal"                |

## Premios y nominaciones
| Año  | Categoría          | Premio                    | Películas/Serie          | Resultado |
| ---- | ------------------ | ------------------------- | ------------------------ | --------- |
| 2009 | Best Drama Serial  | RTS Television Award      | Place of Execution       | Nominado  |
| 2007 | Best Actor         | TV Quick Award            | City Lights              | Nominado  |
| 2005 | Best Actor         | TV Quick Award            | Wire in the Blood        | Nominado  |
| 2001 | Most Popular Actor | National Television Award | Close & True             | Nominado  |
| 2000 | Most Popular Actor | National Television Award | Grafters                 | Nominado  |
| 1999 | Most Popular Actor | National Television Award | Grafters                 | Nominado  |
| 1998 | Best Actor         | TV Quick Award            | Touching Evil            | Ganó      |
| 1998 | Best Actor - Male  | RTS Television Award      | Touching Evil y Reckless | Nominado  |
| 1997 | Best Actor         | TV Quick Award            | Touching Evil y Reckless | Ganó      |
| 1997 | Most Popular Actor | National Television Award | Reckless                 | Nominado  |
| 1995 | Most Popular Actor | National Television Award | Soldier Soldier          | Ganó      |